# Le Magny (Vosges)
Le Magny és un antic municipi francès, situat al departament dels Vosges i a la regió de Alsàcia - Xampanya-Ardenes - Lorena. L'any 2007 tenia 44 habitants.
A partir de l'1 de gener de 2013, aquest municipi s'incorpora al municipi de Fontenoy-le-Château (per fusió).

## Demografia

### Població
El 2007 la població de fet de Le Magny era de 44 persones. Hi havia 20 famílies de les quals 8 eren unipersonals (4 homes vivint sols i 4 dones vivint soles), 8 parelles sense fills i 4 parelles amb fills.
La població ha evolucionat segons el següent gràfic:
Habitants censats

### Habitatges
El 2007 hi havia 31 habitatges, 21 eren l'habitatge principal de la família, 7 eren segones residències i 3 estaven desocupats. 29 eren cases i 2 eren apartaments. Dels 21 habitatges principals, 18 estaven ocupats pels seus propietaris i 3 estaven llogats i ocupats pels llogaters; 1 tenia dues cambres, 2 en tenien tres, 8 en tenien quatre i 10 en tenien cinc o més. 21 habitatges disposaven pel capbaix d'una plaça de pàrquing. A 14 habitatges hi havia un automòbil i a 5 n'hi havia dos o més.

### Piràmide de població
La piràmide de població per edats i sexe el 2009 era:
| Homes | Edats   | Dones |
| ----- | ------- | ----- |
| 0     | 95 o +  | 0     |
| 0     | 90 a 94 | 0     |
| 4     | 85 a 89 | 0     |
| 0     | 80 a 84 | 0     |
| 0     | 75 a 79 | 0     |
| 4     | 70 a 74 | 4     |
| 0     | 65 a 69 | 0     |
| 0     | 60 a 64 | 0     |
| 0     | 55 a 59 | 4     |
| 0     | 50 a 54 | 4     |
| 0     | 45 a 49 | 0     |
| 4     | 40 a 44 | 4     |
| 4     | 35 a 39 | 0     |
| 0     | 30 a 34 | 0     |
| 0     | 25 a 29 | 0     |
| 0     | 20 a 24 | 0     |
| 0     | 15 a 19 | 0     |
| 0     | 10 a 14 | 0     |
| 0     | 5 a 9   | 0     |
| 0     | 0 a 4   | 0     |

## Economia
El 2007 la població en edat de treballar era de 24 persones, 10 eren actives i 14 eren inactives. De les 10 persones actives 9 estaven ocupades (6 homes i 3 dones) i 1 aturada (1 dona i 1 dona). De les 14 persones inactives 11 estaven jubilades, 1 estava estudiant i 2 estaven classificades com a «altres inactius».
Activitats econòmiques
Dels 2 establiments que hi havia el 2007, 1 era d'una empresa extractiva i 1 d'una empresa immobiliària.

## Poblacions més properes
El següent diagrama mostra les poblacions més properes.